# Julia Küllinger
Julia Küllinger (* 27. November 1982 in Wels) ist eine österreichische Schauspielerin.

## Leben
Julia Küllinger wuchs in der oberösterreichischen Stadt Wels auf.
Sie absolvierte ihre Schauspielausbildung von 2001 bis 2004 an einer Schauspielschule in Zürich. Als Bühnendarstellerin trat sie in Theaterstücken wie beispielsweise Hänsel und Gretel und Jedermann auf, so unter anderem auch am Landestheater Linz. Seit 2006 wirkte sie als Schauspielerin vor der Kamera in mehreren Filmen und Fernsehserien mit. In der Telenovela Tessa – Leben für die Liebe spielte sie im Jahr 2006 die Rolle der Sylvie Kröger. Von September 2008 (Folge 184) bis Januar 2010 (Folge 453) spielte sie die Rolle der Nicole Götz in der Serie Dahoam is Dahoam.
Küllinger wohnt in München. Neben ihrer Muttersprache Deutsch spricht sie auch Englisch.

## Filmografie
- 2006: Fünf-Sterne-Kerle inklusive
- 2006: Tessa – Leben für die Liebe (Fernsehserie, 125 Folgen)
- 2006: Kunstfehler
- 2006–2020: SOKO Kitzbühel (Fernsehserie, 3 Folgen, verschiedene Rollen)
- 2008–2010, 2012: Dahoam is Dahoam (Fernsehserie, 275 Folgen)
- 2009: Krauses Kur
- 2010: Der Kriminalist (Fernsehserie, 1 Folge)
- 2012: Die Rosenheim-Cops (Fernsehserie, 1 Folge)
- 2013: Die Garmisch-Cops (Fernsehserie, 1 Folge)
- 2014: SOKO Wien (Fernsehserie, 1 Folge)